# Douglas Costa
Douglas Costa de Souza, känd som Douglas Costa, född 14 september 1990 i Sapucaia do Sul, är en brasiliansk fotbollsspelare som spelar för Sydney FC. 

## Karriär
Den 5 oktober 2020 återvände Costa till Bayern München på ett låneavtal över säsongen 2020/2021. Den 21 maj 2021 lånades han ut till Grêmio på ett låneavtal fram till 30 juni 2022.
Den 10 februari 2022 lånades Costa ut till amerikanska Major League Soccer-klubben Los Angeles Galaxy på ett låneavtal över sex månader. Vid slutet av låneavtalet skrev han på ett 1,5-årskontrakt med klubben.
Den 28 januari 2024 återvände Costa till Brasilien och skrev på ett 1,5-årskontrakt med Fluminense. Den 26 augusti 2024 skrev han på ett tvåårskontrakt med A-League-klubben Sydney FC.